# Schloss Dahme

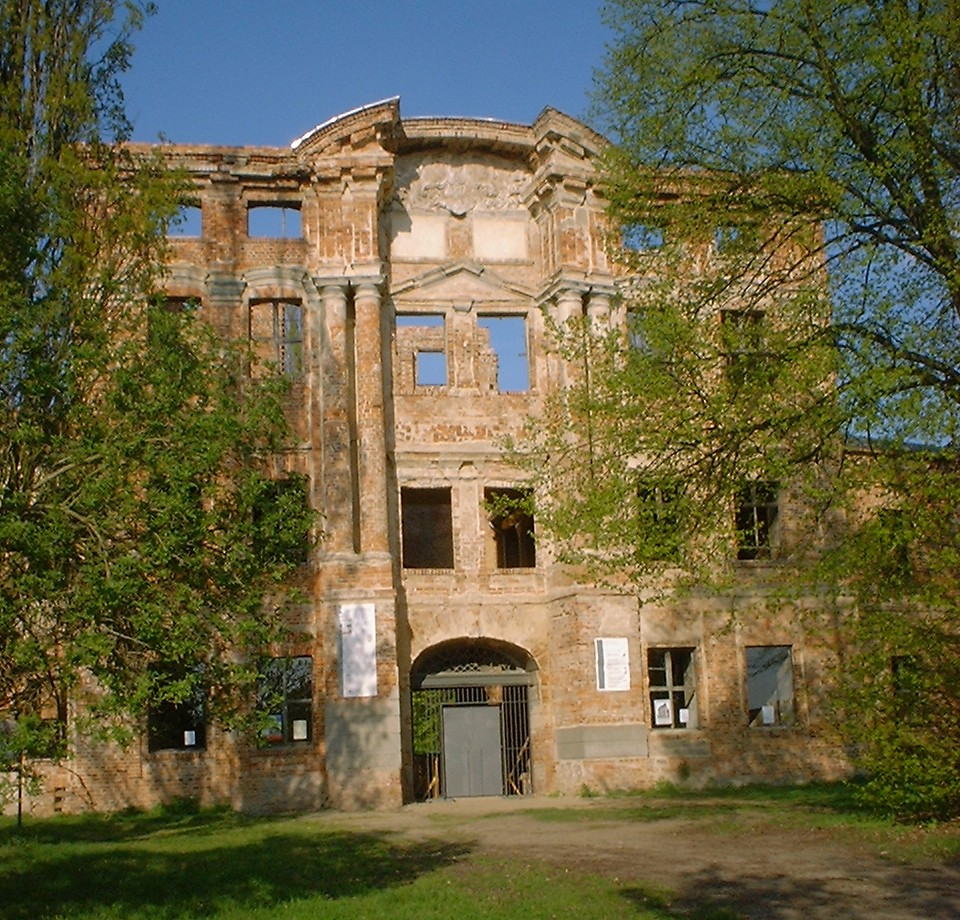
Schloss Dahme

Das Schloss Dahme ist eine Schlossruine in Dahme/Mark, einer Stadt im Landkreis Teltow-Fläming im Land Brandenburg. Die ehemals bedeutende Barockanlage wurde in den Jahren 1713/1714 unter Einbeziehung älterer Bauteile unter der Leitung von Johann Christoph Schütze als repräsentative Nebenresidenz für die Herzöge von Sachsen-Weißenfels errichtet.

## Lage

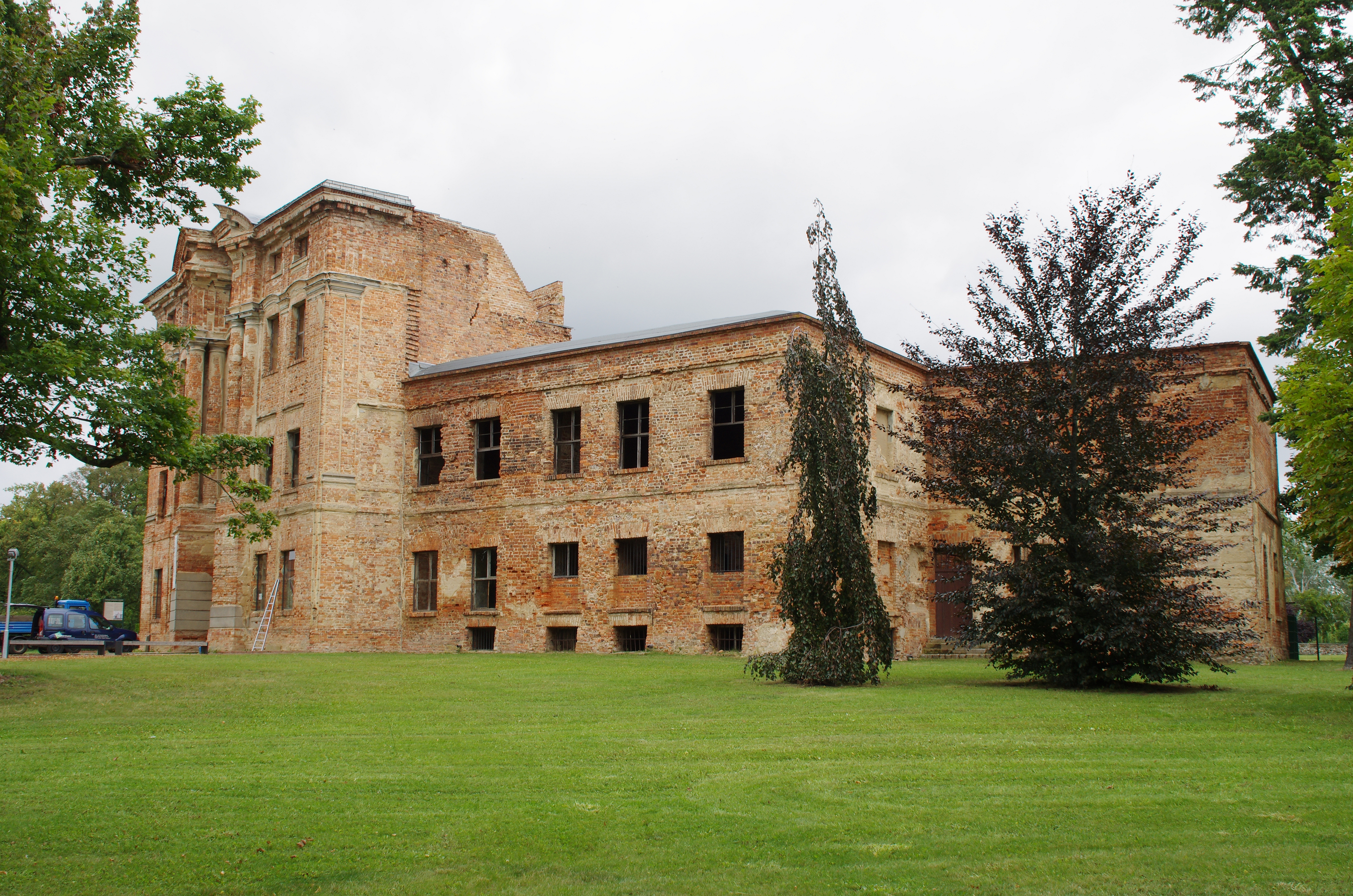
Seitenflügel

Das Schloss wurde nordöstlich der Altstadt errichtet. Das annähernd kreisförmige Areal mit einem umgebenden Park wird im Norden und Nordosten durch die Straße Nordhag, im Süden durch die Geschwister-Scholl-Straße und im Westen durch die Straße Am Schloss begrenzt. Das Bauwerk steht auf einem leicht erhöhten Grundstück, das mit einem Zaun eingefriedet ist.

## Geschichte

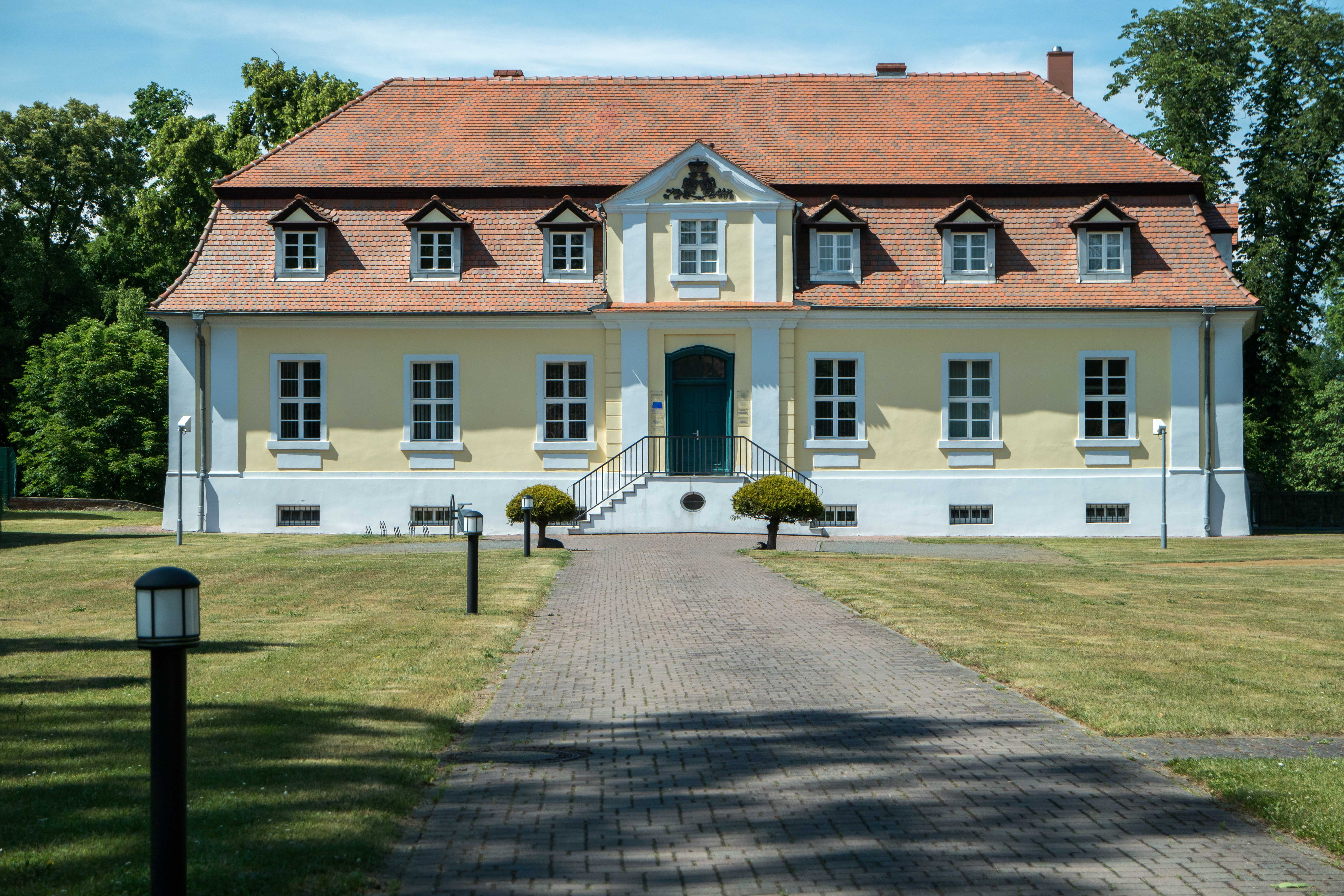
Kavaliershaus

Dahme erschien erstmals im Jahr 1186 als Mittelpunkt eines Burgbezirks, mit dem Erzbischof Wichmann von Magdeburg seine Herrschaft Jüterbog erweiterte. Hiltrud und Carsten Preuß gehen in ihrem Werk Die Guts- und Herrenhäuser im Landkreis Teltow-Fläming davon aus, dass die günstige Lage an der Salzstraße nach Schlesien sowie an einer Furt der Dahme die Entscheidung für diesen Standort befördert haben. Wichmann belehnte die Herren von Dahme mit dem Besitz, den sie nach und nach erweiterten. Nachdem sie 1405 kinderlos verstarben, wurden das Amt Dahme und die Burg erneut verpachtet. Unter dem Amtshauptmann Lippold von Klitzing wurde die Burg um einen Nordflügel erweitert. Nach dem Frieden von Prag 1635 und dem Tod Kurfürst Johann Georg I. wurde Dahme zum Wittum. Herzog Friedrich übernahm im Jahr 1707 das Amt, regierte aber hauptsächlich aus Zerbst und Barby. Nachdem er 1711 auf Schloss Fürstlich Drehna Emilie Agnes Reuß zu Schleiz geheiratet hatte, ließ er die Burg in den Jahren 1713 bis 1714 zu seinem Schloss ausbauen. Kurz darauf starb Friedrich im Jahr 1715 und Johann Adolf II. übernahm Stadt und Schloss und verlegte ab 1719 seinen Lebensmittelpunkt nach Dahme. Unter der Leitung Schützes wurden im Sommer 1721 zahlreiche Umbaumaßnahmen am Schloss durchgeführt, unter ein nördlich und südlich angefügtes Kavaliershaus. So entstand rund um den Hof ein Bauensemble, das in etwa die Form eines Hufeisens hatte. Mittig stand zeitweise eine Kursächsische Postmeilensäule, die von der Hauptstraße in Dahme dorthin versetzt worden war. Nach dem Tod von Johanns Frau im Jahr 1725 verließ er kurzzeitig Dahme, um nach einer erneuten Heirat 1734 wieder in das Schloss zurückzukehren. In der Zwischenzeit wurden die Arbeiten in den Jahren 1729/1730 mit der Errichtung eines Mittelrisalits unterhalb eines Turms, der mit einem Kurhut verziert war, fortgesetzt.
Anfang des 19. Jahrhunderts wurde das südliche Kavaliershaus abgerissen. Während der Befreiungskriege diente das Schloss teilweise als Lazarett. Nachdem Dahme 1815 im Zuge des Wiener Kongresses zu Preußen gekommen war, wurde ein Großteil des Schlossinventars versteigert. Sogar einzelne Bauteile des Schlosses, darunter der bereits erwähnte Kurhut, kam in das Heimatmuseum der Stadt. Das Bauwerk wurde verkauft und fand unterschiedliche Besitzer. Aus dem Jahr 1826 ist der Berliner Bankier Schulze bekannt. In den 1830er Jahren gelangten zahlreiche Gemälde an den königlichen Hof nach Berlin, darunter bis zu 41 Ölgemälde an das Berliner Hofmarschallamt. 1873 gelangte das Schloss für 72.000 Mark in den Besitz der Stadt und diente fortan als Museum und Schule. Im Zuge dieser neuen Nutzung wurden zwischen 1878 und 1880 Umbaumaßnahmen durchgeführt.
Im Zweiten Weltkrieg wurde das Bauwerk nicht beschädigt. Allerdings begannen in den 1940er Jahren Umbaumaßnahmen am Südflügel, die durch den Krieg 1943 eingestellt wurden. Die Baustelle wurde gesichert; der Südflügel erhielt ein Notdach. Zur Zeit der DDR sollte das Gebäude zu einem Kulturhaus umgebaut wurden. Dafür trugen Arbeiter in den 1950er Jahren den Dachstuhl sowie einige Zwischendecken ab. Die Arbeiten wurden aber nicht konsequent durchgeführt und nach Angaben des Brandenburgischen Landesamtes für Denkmalpflege und Archäologischen Landesmuseums (BLDAM) „auf politische Weisung 1958 gestoppt“. So kam zu einem weiteren Verfall des Gebäudes. Es begannen Diskussionen über einen Abriss des Gebäudes.
Erst nach der Wende wurde 1995 eine Stahlkonstruktion eingefügt, um den Mittelrisalit mit seinem barock gestalteten Eingangsbereich zu stabilisieren. Ende der 1990er Jahre wurden die Mauerkronen gesichert, die Statik des Gebäudes eingehend untersucht und bei Bedarf stabilisiert. Die oberirdisch gelegenen Räume wurden so überdacht, dass das äußere Erscheinungsbild nicht wesentlich verändert wurde. Dazu wurde städtisches Holz genutzt, aus denen eine Dachkonstruktion mittels Bohlenbindern erstellt wurden. Mittels Stahlgerüsten und Laufgittern wurde das Bauwerk wieder zugänglich gemacht. Die so gesicherte Ruine wurde im August 2005 der Öffentlichkeit übergeben.

## Baubeschreibung

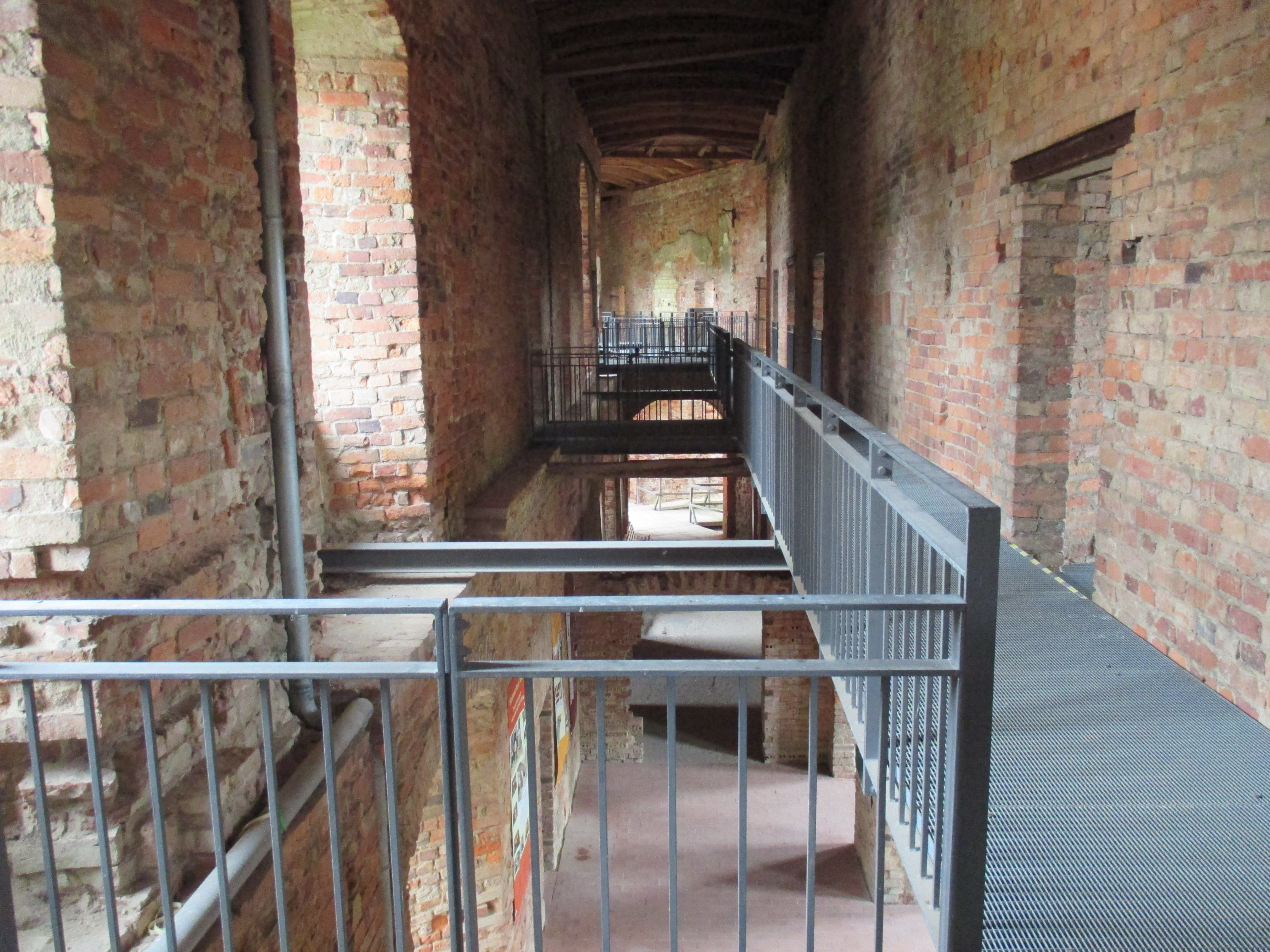
Blick in den Innenraum

Das Bauwerk besteht im Wesentlichen aus einem dreieinhalbgeschossigem Mittelbau, an die sich zwei Seitenflügel anschließen. Sie sind in einem stumpfen Winkel an das Hauptgebäude angeschlossen und lediglich zwei Geschosse hoch. Der Mittelteil ist sechs Achsen breit, der linke Seitenflügel acht, der rechte fünf Achsen breit. Der Mittelbau ist im unteren Geschoss mit einem Quaderputz versehen. Darüber erheben sich je zwei paarweise angeordnete Säulen, die an den Außenseiten durch Lisenen ergänzt wurden. Oberhalb thront der große Mittelrisalit mit einem hohen Turmaufsatz. An den Seitenflügeln wurden lediglich die Ecken mit Quaderputz versehen. Gesimse trennen die einzelnen Geschosse optisch voneinander. Beide Seitenflügel trugen zur Front hin ein schlichtes Satteldach, das im 21. Jahrhundert nicht mehr vorhanden ist.
Schütze gelang es, vorhandene Bausubstanz mit neuen An- und Ausbauten zu kombinieren. So entstand der Südflügel in seinem Kern in der ersten Hälfte des 16. Jahrhunderts, während der Nordflügel vermutlich von Klitzing in den Jahren 1545 bis 1561 entstand. Darunter befindet sich ein tonnengewölbter Keller sowie zwei rippengewölbte Erdgeschossräume. Unter Schütze entstanden die rückwärtig angeordneten, symmetrischen Treppenhäuser sowie der Mittelbau mit Risalit.

## Schlosspark
Nordöstlich des Bauwerks befindet sich ein Schlosspark, der vermutlich bereits in der Mitte des 16. Jahrhunderts angelegt wurde. Als sicher gilt, dass die Familie von Klitzing einen Garten anlegen ließ. Leopold von Klitzing ließ einen Sumpf trockenlegen, der durch die Niederung der Dahme entstanden war. Experten vermuten, dass es sich dabei vornehmlich um einen Nutzgarten gehandelt haben muss: Aus dem Jahr 1595 ist die Rechnung über drei Scheffel Gerstensaat überliefert. Im umliegenden Graben sowie einem Teich wurde Fischzucht betrieben. Der Nutzgarten wurde zu Beginn des 17. Jahrhunderts um eine Baumschule erweitert. Der Garten entwickelte sich im Laufe der Zeit zu einem Schloss- und Lustgarten. Zur Zeit des Herzogtums Sachsen-Weißenfels wurde daraus ein Barockgarten mit sternförmig angelegten Wegen, Skulpturen, Vasen und Blumenrabatten. Im Lustgarten entstand ein Teich mit einer Insel sowie eine Orangerie. Aus Weißenfels wurden Rebstöcke eingeführt, die an einem Teil der Schlossmauer kultiviert wurden. Daneben entstanden ein Lusthaus (1734 abgebrannt), ein Schweizerhaus sowie ein Pavillon. Nach 1746 nahm die Pflege offenbar ab, denn in überlieferten Dokumenten wird ein Verschilfen der Teiche bemängelt. Die neuen preußischen Besitzer ließen das Gelände wiederherrichten und machten es erstmals der Öffentlichkeit zugänglich. Nachdem die Stadt das Schloss und damit auch den Park 1873 erworben hatte, wurde das Schweizerhaus abgetragen und das Gartenland teilweise parzelliert und an Bürger verpachtet. Um 1900 fand eine Neuanlage der Parkflächen statt, bei der auch ein Gehege für Damwild entstand. Im Ersten Weltkrieg wurde der Park in 45 Parzellen aufgeteilt und als Garten verpachtet. 1924 kündigte die Stadt die Verträge wieder und führte die Parkflächen in einem englischen Landschaftsgarten wieder zusammen. In den 1950er Jahren entstand ein Tiergehege; Mitte der 1990er Jahre konnte der Schlossgraben saniert werden, in dem das Damwildgehege verlegt wurde. Seit 2005 führt ein Teil der Fläming-Skate durch den Park. 2010 wurde der Vorplatz vor dem Schloss neu gestaltet.